# Biathlon agli XI Giochi olimpici invernali - Staffetta 4x7,5 km maschile
La staffetta 4x7,5 km maschile del biathlon agli XI Giochi olimpici invernali, si svolse il giorno 11 febbraio 1972 al  Makomanai Park di Sapporo

## La gara
La squadra campione in carica della Unione Sovietica era la favorita per l’oro dopo aver vinto tutti e tre i Campionati del Mondo dal 1969 al 1971. Ci si aspettava che la Norvegia fosse la loro rivale più vicina, avendo vinto l'argento dietro i sovietici in quel periodo. La Finlandia e la Germania dell'Est erano considerate come contendenti alle medaglie. La prima frazione ha dato alcuni risultati inaspettati. L’atleta di casa Isao Ono non commentendo nessun errore al tiro e sciando abbastanza veloce, raggiunse in testa il primo cambio con 36” di vantaggio sul suo più diretto rivale, il tedesco dell’est Hansjörg Knauthe medaglia d’argento nella gara individuale. Al terzo posto, con solo 8” la sorpresa della Gran Bretagna con Malcolm Hirst seguita a ruota da Svezia e Norvegia. Staccata l'Unione Sovietica con 1’19” di ritardo, poiché l'uomo di punta il sovietico Aleksandr Tikhonov ha dovuto subire due giri di penalità. Nella seconda frazione Shozo Sasaki fece 5 cinque errori al tiro retrocedendo il Giappone dal primo al tredicesimo posto. Dopo un'ottima gara il sovietico Rinnat Safin rimontò al nono posto , precedendo di un minuto la Germania dell'Est. Allen Morse condusse la squadra americana dal settimo al terzo posto e Giovanni Astegiano ha condotto l'Italia dall'undicesimo al quarto posto, passando sia Svezia che Norvegia. Nella terza frazione, il sovietico Ivan Byakov, nonostante un giro di penalità, aumentò il vantaggio sulla Germania dell'Est fino a 1’40”, e la Svezia con Torsten Wadman con il tempo di frazione più veloce di era a soli 9” dai tedeschi dell'est, gli Stati Uniti reggevano bene al quarto posto, ma l'Italia era scesa all'ottavo posto. La Finlandia aveva iniziato a salire di posizioni ed era quinta, oltre 30” davanti alla Norvegia. L’ultimo frazionista sovietico Viktor Mamatov ha controllato a gara in testa assicurandosi la medaglia d'oro, quasi 3’ prima della Finlandia. Mauri Röppänen miglior tempo della frazione ha portato la sua squadra al quinto posto alla medaglia d'argento 20” secondi davanti alla Germania dell'Est. Il campione olimpico norvegese Magnar Solberg era troppo indietro al cambio, ma recuperò superando la Svezia e gli USA e ha portato la sua squadra al quarto posto.

## Classifica Finale
Per ogni frazione di 7,5 Km, due riprese di tiro. Per ogni ripresa di tiro otto colpi a disposizione per cinque bersagli. Per ogni bersaglio errato un giro di penalità di 200 metri. 
| Pos.           | Nazione        | Atleti              | Tempi Individuali  | Penalità | Tempo Totale |            |
| -------------- | -------------- | ------------------- | ------------------ | -------- | ------------ | ---------- |
| Pos.           | Oro            | Unione Sovietica    | Aleksandr Tikhonov | 28'54"48 | 2            | 1:51'44"92 |
| Rinnat Safin   | Oro            | Unione Sovietica    | 26'48"52           | 0        |              | 1:51'44"92 |
| Ivan Biakov    | Oro            | Unione Sovietica    | 28'15"90           | 1        |              | 1:51'44"92 |
| Viktor Mamatov | Oro            | Unione Sovietica    | 27'46"02           | 0        |              | 1:51'44"92 |
| Argento        | Finlandia      | Esko Saira          | 28'52"04           | 1        | 1:54'37"25   |            |
| Argento        | Finlandia      | Juhani Suutarinen   | 29'37"33           | 2        | 1:54'37"25   |            |
| Argento        | Finlandia      | Heikki Ikola        | 28'45"79           | 0        | 1:54'37"25   |            |
| Argento        | Finlandia      | Mauri Röppänen      | 27'22"09           | 0        | 1:54'37"25   |            |
| Bronzo         | Germania Est   | Hansjörg Knauthe    | 28'11"72           | 0        | 1:54'57"67   |            |
| Bronzo         | Germania Est   | Joachim Meischner   | 28'35"86           | 0        | 1:54'57"67   |            |
| Bronzo         | Germania Est   | Dieter Speer        | 28'50"72           | 2        | 1:54'57"67   |            |
| Bronzo         | Germania Est   | Horst Koschka       | 29'19"37           | 2        | 1:54'57"67   |            |
| 4              | Norvegia       | Tor Svendsberget    | 28'23"86           | 1        | 1:56'24"41   |            |
| 4              | Norvegia       | Kåre Hovda          | 29'43"80           | 3        | 1:56'24"41   |            |
| 4              | Norvegia       | Ivar Nordkild       | 29'41"97           | 2        | 1:56'24"41   |            |
| 4              | Norvegia       | Magnar Solberg      | 28'34"78           | 1        | 1:56'24"41   |            |
| 5              | Svezia         | Lars-Göran Arwidson | 28'23"09           | 1        | 1:56'57"40   |            |
| 5              | Svezia         | Olle Petrusson      | 29'32"78           | 3        | 1:56'57"40   |            |
| 5              | Svezia         | Torsten Wadman      | 27'52"03           | 0        | 1:56'57"40   |            |
| 5              | Svezia         | Holmfrid Olsson     | 31'09"50           | 2        | 1:56'57"40   |            |
| 6              | Stati Uniti    | Peter Karns         | 28'50"37           | 0        | 1:57'24"32   |            |
| 6              | Stati Uniti    | Terry Morse         | 28'43"56           | 0        | 1:57'24"32   |            |
| 6              | Stati Uniti    | Dennis Donahue      | 29'01"97           | 0        | 1:57'24"32   |            |
| 6              | Stati Uniti    | Jay Bowerman        | 30'48"42           | 1        | 1:57'24"32   |            |
| 7              | Polonia        | Józef Różak         | 29'36"15           | 2        | 1:58'09"92   |            |
| 7              | Polonia        | Józef Stopka        | 29'21"63           | 1        | 1:58'09"92   |            |
| 7              | Polonia        | Andrzej Rapacz      | 29'05"75           | 0        | 1:58'09"92   |            |
| 7              | Polonia        | Aleksander Klima    | 30'06"39           | 1        | 1:58'09"92   |            |
| 8              | Giappone       | Isao Ono            | 27'35"73           | 0        | 1:59'09"48   |            |
| 8              | Giappone       | Shozo Sasaki        | 33'46"08           | 5        | 1:59'09"48   |            |
| 8              | Giappone       | Miki Shibuya        | 27'59"80           | 0        | 1:59'09"48   |            |
| 8              | Giappone       | Kazuo Sasakubo      | 29'47"87           | 0        | 1:59'09"48   |            |
| 9              | Romania        | Nicolae Veştea      | 28'47"96           | 0        | 1:59'30"61   |            |
| 9              | Romania        | Victor Fontana      | 32'19"63           | 4        | 1:59'30"61   |            |
| 9              | Romania        | Ion Ţeposu          | 28'47"13           | 0        | 1:59'30"61   |            |
| 9              | Romania        | Vilmoş Gheorghe     | 29'35"89           | 1        | 1:59'30"61   |            |
| 10             | Italia         | Willy Bertin        | 29'06"56           | 2        | 1:59'47"62   |            |
| 10             | Italia         | Giovanni Astegiano  | 28'43"42           | 0        | 1:59'47"62   |            |
| 10             | Italia         | Corrado Varesco     | 30'58"59           | 1        | 1:59'47"62   |            |
| 10             | Italia         | Lino Jordan         | 30'59"05           | 3        | 1:59'47"62   |            |
| 11             | Gran Bretagna  | Malcolm Hirst       | 28'19"40           | 0        | 2:01'38"84   |            |
| 11             | Gran Bretagna  | Keith Oliver        | 31'58"85           | 3        | 2:01'38"84   |            |
| 11             | Gran Bretagna  | Jeffrey Stevens     | 30'53"97           | 2        | 2:01'38"84   |            |
| 11             | Gran Bretagna  | Alan Notley         | 30'26"62           | 0        | 2:01'38"84   |            |
| 12             | Cecoslovacchia | Ladislav Žižka      | 28'59"51           | 0        | 2:03'08"17   |            |
| 12             | Cecoslovacchia | Pavel Ploc          | 30'38"69           | 1        | 2:03'08"17   |            |
| 12             | Cecoslovacchia | Ján Húska           | 31'29"79           | 0        | 2:03'08"17   |            |
| 12             | Cecoslovacchia | Arnošt Hájek        | 32'00"18           | 2        | 2:03'08"17   |            |
| 13             | Francia        | René Arpin          | 30'04"71           | 1        | 2:03'08"90   |            |
| 13             | Francia        | Noël Turrell        | 29'34"23           | 0        | 2:03'08"90   |            |
| 13             | Francia        | Daniel Claudon      | 32'05"94           | 2        | 2:03'08"90   |            |
| 13             | Francia        | Aimé Gruet-Masson   | 31'24"02           | 1        | 2:03'08"90   |            |